# Ammotrochoides
Ammotrochoides es un género de foraminífero bentónico la familia Coscinophragmatidae, de la superfamilia Coscinophragmatoidea, del suborden Biokovinina y del orden Loftusiida. Su especie tipo es Ammotrochoides bignoti. Su rango cronoestratigráfico abarca desde el Pleistoceno hasta la Actualidad.

## Discusión
Clasificaciones previas incluían Ammotrochoides en el suborden Textulariina y en el orden Textulariida.

## Clasificación
Ammotrochoides incluye a la siguiente especie:
- Ammotrochoides bignoti